# Diane Jenkins
Diane Jenkins (fostă Richards și Newman) este un personaj fictiv din serialul american Tânăr și neliniștit interpretat de actrița Alex Donelley în perioada 1982-1984, 1986, 1996-2001, de Susan Walters în anii 2001-2004, 2010, 2022-prezent și de Maura West din 2010 până în 2011.

## Evoluția personajului
Diane (Alex Donelley) a apărut pentru prima oară în primăvara anului 1982 ca iubita secretă a lui Jack Abbott, care a fost obligat, de către tatăl său, să o ceară în căsătorie pe Patty Williams. S-a căsătorit mai apoi cu Andy Richards, bun prieten al detectivului Paul Williams, însă au divorțat foarte repede.
Victor Newman s-a căsătorit mai apoi cu ea, însă căsnicia lor a durat doar două luni. Victor a divorțat de ea pentru a se recăsători cu Nikki, care era pe patul de moarte. Nikki a supraviețuit, iar Diane a contestat divorțul de Victor, deci implicit și căsătoria lui cu Nikki. În cele din urmă au divorțat, însă Diane a furat sperma lui Victor de la o bancă de spermă, pentru a rămâne însărcinată cu copilul lui. Ashley Abbott și Nikki Newman i-au sustras sperma pe rând, însă Diane a reușit să se fertilizeze în vitro. 
Nikki a dezvăluit după nașterea copilului că acesta aparține de fapt lui Jack, declanșând un război între Phyllis Newman și Diane (Susan Walters), actuală respectiv fostă parteneră a lui Jack. Diane a înscenat un incendiu, dând vina pe Phyllis pentru acesta. Relațiile celor două cu Jack se răcesc, dar se trezesc mai apoi luptându-se pentru un alt bărbat, chimistul Damon Porter. După plecarea acestuia, Diane decide să se întoarcă în Toronto.
În 2009 Patty Williams se întoarce deoarece Victor i-a plătit o operație estetică pentru a arăta exact ca psihiatrul ei, Emily Peterson. Victor a  folosit-o pentru a-l seduce și distrage pe Jack. Dându-se drept Dr. Emily Peterson, noua soție lui Jack, o invită la începutul lui 2010 pe Diane cu Kyle, fiul lui Jack, pentru a-i face acestuia o surpriză. Phyllis trece în vizită la casa lui Jack și o găsește pe Diane singură. Cele două se ceartă iar Patty le observă de afară, amintindu-și că ambele "i l-au furat" pe Jack în trecut. Phyllis îi spune lui Patty că va regreta dacă și-o introduce pe Diane în viață, dar Diane oricum pleca în aceași zi. Adam Newman a ajutat-o mai apoi pe Patty să evadeze din ospiciu și să se plece în America Latină.
Diane (Maura West) se întoarce în oraș în octombrie 2010, susținând că voia să-l salute pe Jack, iar Phyllis îi sugerează ironic să se întoarcă la Toronto și să-i sune. Diane o felicită pe Phyllis pentru faptul că l-a despărțit pe Jack de Patty, iar conflictul dintre ele ia o nouă turnură. Jenkins se întâlnește cu Tucker McCall, recent descoperitul fiul lui Katherine Chancellor, intrând în conflict cu Ashley, soția acestuia. După ce Abby recunoaște într-o înregistrare video că a vrut să îl omoare pe Tucker, Diane încearcă să-l șantajeze pe Victor, cu care s-a recăsătorit între timp. Victor divorțează oricum și o previne pe Ashley că Diane are caseta video. Diane îi cere lui Nick bani pentru a pleca din oraș, în virtutea nopții petrecute cu el, iar Phyllis o atacă pe Diane spunându-i că nu credea că va apuca ziua în care va recunoaște singură că este o prostituată. Enervată, Diane se întâlnește cu Jack și încearcă să îi ceară ajutor financiar în schimbul fiului lor, pe care l-a trimis în Elveția. Jack refuză, iar o persoană misterioasă o privește pe Diane de afară, în timp ce aceasta se dezbrăca într-o încercare de a-l seduce pe Abbott. Jack o refuză, iar aceasta se aliază cu Adam pentru a-și înscena moartea și a da vina pe Victor. 
Patrick Murphy (Michael Fairman), soțul lui Kay, pleacă la pescuit a doua zi, pentru a descoperi în râul din parc un cadavru. Murphy recunoaște cadavrul ca fiind al Dianei Jenkins, ucisă în urma unei lovituri puternice la cap. Deacon Sharpe, fost iubit al lui Amber Moore, se întoarce în oraș pentru a o seduce pe Nikki Newman, dându-i acesteia de înțeles că el ar fi omorât-o pe Diane. Nikki, abia întoarsă de la un centru de reabilitare pentru alcoolici, își amintește că a văzut și atins cadavrul plin de sânge al Dianei în noaptea crimei. Coincidența face că Nikki a părăsit în condiții suspecte centrul chiar înainte de producerea crimei, pentru a se întoarce exact după uciderea fostei sale rivale.
Deacon le dezvăluie lui Nikki și procurorilor o înregistrare din noaptea crimei, dovedind că Nikki Newman a lovit-o pe Diane cu o piatră, provocându-i moartea în legitimă apărare, întrucât aceasta a încercat să îi înfigă o seringă infectată.